# Vereinigte Hagelversicherung
Vereinigte Hagelversicherung VVaG powstało w 1993 roku z połączenia dwóch wcześniejszych liderów rynku niemieckiego: Norddeutsche Hagelversicherung VVaG i Leipziger Hagel VVaG (założonego w 1824 roku). Zgodnie ze statutem, przedmiotem i celem towarzystwa jest ubezpieczenie jego członków od szkód majątkowych w zakresie produkcji rolnej i ogrodniczej, w szczególności z powodu gradu i innych zagrożeń naturalnych. Ubezpieczającymi są rolnicy, ogrodnicy, właściciele winnic, plantatorzy chmielu, producenci owoców i warzyw. W Niemczech około 60 procent gruntów rolnych ubezpieczonych od szkód gradowych jest ubezpieczonych w Vereinigte Hagelversicherung.

## Działalność
Vereinigte Hagelversicherung VVaG ubezpiecza około 5,3 miliona hektarów gruntów rolnych i ogrodniczych w całej Europie z wolumenem ryzyka 9,4 miliarda euro (2017), co czyni je zarówno liderem rynku niemieckiego, jak i europejskiego. Dla firmy pracuje około 1000 rzeczoznawców, 2000 pośredników i 70 pracowników terenowych. Poza działalnością w Niemczech, towarzystwo ubezpieczeniowe oferuje również ochronę ubezpieczeniową w Danii, Włoszech, Litwie, Łotwie, Luksemburgu, Belgii, Holandii, Chorwacji i Polsce.
| Dla upraw rolnych - grad - burza - deszcz nawalny - przymrozki | Dla upraw specjalnych - grad - przymrozki (w zależności od uprawy) |

### Rada nadzorcza
Rada nadzorcza składa się z 15 członków i jest wybierana przez delegatów członków na walnym zgromadzeniu członków. Przewodniczącym Rady Nadzorczej jest Jens Stechmann, sadownik z Altes Land. Delegaci są wybierani przez około 100 000 członków zorganizowanych w 65 towarzystwach okręgowych.